# Angsjön, Skåne
Angsjön är en sjö i Osby kommun i Skåne och ingår i Helge ås huvudavrinningsområde. Sjön har en area på 0,158 kvadratkilometer och ligger 122,1 meter över havet.

## Delavrinningsområde
Angsjön ingår i det delavrinningsområde (624077-139226) som SMHI kallar för Ovan Njurakanalen. Medelhöjden är 81 meter över havet och ytan är 69,82 kvadratkilometer. Räknas de 85 avrinningsområdena uppströms in blir den ackumulerade arean 2 225,54 kvadratkilometer. Avrinningsområdets utflöde Helge å mynnar i havet. Avrinningsområdet består mestadels av skog (70 procent) och jordbruk (14 procent). Avrinningsområdet har 0,73 kvadratkilometer vattenytor vilket ger det en sjöprocent på 1 procent. Bebyggelsen i området täcker en yta av 2,09 kvadratkilometer eller 3 procent av avrinningsområdet.